# 中部工業団地
中部工業団地（ちゅうぶこうぎょうだんち）は、福島県いわき市の町字である。郵便番号は972-8338。

## 地理
いわき市南東部の小名浜地区に属する。北から東側にかけて渡辺町泉田、南東で泉町玉露、西側で渡辺町昼野と隣接する。1993年12月よりいわき市土地開発公社により造成されたいわき中部工業団地の区域をもって周囲の大字より分離新設された。泉市街地北部の丘陵部を造成した内陸型の工業団地である。小名浜岡小名内に所在するいわき東警察署及び小名浜に所在する小名浜消防署がそれぞれ管轄にあたる。

## 世帯数と人口
人口統計は渡辺町泉田と合算されており、個別の人口は不明。

## 小・中学校の学区
市立小・中学校に通う場合、学区は以下の通りとなる。
| 番地 | 小学校               | 中学校             |
| ---- | -------------------- | ------------------ |
| 全域 | いわき市立渡辺小学校 | いわき市立泉中学校 |

## 交通

### 道路
- 福島県道56号常磐勿来線
- 市道中部工業団地（地区を縦貫するメインアクセス路）

## 施設
- 軽自動車検査協会 福島事務所いわき支所
- いわき軽自動車会館
- 自動車整備商工組合
- スタンレー いわき製作所
- 福山通運 いわき支店
- ファインクリスタルいわき
- ミツエイ いわき工場
- ヨコハマヨシクラ
- テクノパウダルトン